# Kodi
Android Kodi Entertainment Center o più semplicemente Kodi, precedentemente chiamato Xbox Media Center (XBMC) è un programma open source per la gestione di un completo media center o Home theater PC nato per la console Xbox ed oggi disponibile per Android, Android TV, macOS, Windows, Linux, Apple TV, Raspberry Pi, Odroid C-2 e box con SoC AMLogic.
È il successore dell'Xbox Media Player (XBMP) con un'interfaccia grafica ed un core rinnovati dagli stessi sviluppatori dell'XBMP. Kodi è stato pubblicamente annunciato nell'ottobre 2003. È disponibile anche come sistema operativo multimediale autonomo, basato su Linux, chiamato LibreELEC.
La versione 13.2, uscita il 17 agosto 2014, è stata l'ultima ad avere il vecchio nome di Xbox Media Center; il 1º agosto 2014, sul sito ufficiale, è stato annunciato il debutto dalla versione 14 del nuovo nome Kodi.
Kodi è gestito dalla organizzazione no-profit XBMC Foundation.

## Caratteristiche
Kodi può essere utilizzato per riprodurre la maggior parte dei formati multimediali:
- formati contenitore: AVI, MPEG, WMV, ASF, FLV, MKV/MKA (Matroska), QuickTime, MP4, M4A, AAC, NUT, Ogg, OGM, RealMedia RAM/RM/RV/RA/RMVB, 3gp, VIVO, PVA, NuppelVideo (NUV), Nullsoft Streaming Video (NSV), Nullsoft Streaming Audio (NSA), FLI, FLC, DVR-MS e WTV
- playlist: M3U
- video: MPEG-1/2/4, DivX, XviD, HEVC, H.264, RealMedia, QuickTime, HuffYUV, Indeo, MJPEG, RealVideo, RMVB, WMV, Cinepak, Sorenson
- immagini: RAW, JPEG, GIF, BMP, PNG, TIFF, Multiple-image Network Graphics (MNG), ICO (icon image file format), PCX e Truevision TGA
- audio: MP3, AAC, MIDI, AIFF, WAV/WAVE, AIFF, MP2, AACplus (AAC+), Vorbis, AC3, DTS, ALAC, AMR, FLAC, Monkey's Audio (APE), RealAudio, SHN, WavPack, MPC/Musepack/Mpeg+, Shorten, Speex, WMA, IT, ScreamTracker (S3M), MOD (Amiga Module), XM, NSF (NES Sound Format), SPC (SNES), GYM (Genesis), SID (Commodore 64), Adlib, YM (Atari ST), ADPCM (Nintendo GameCube) e Compact Disc Digital Audio (CDDA)
- sottotitoli: AQTitle, ASS/SSA, CC, JACOsub, MicroDVD, MPsub, OGM, PJS, RT, SMI, SRT, SubViewer (SUB), VOBsub, VPlayer.

Kodi riproduce tutti i file multimediali direttamente dai CD/DVD inseriti nel lettore DVD incluso, dal disco rigido, oppure attraverso la lettura di una cartella o di una partizione di Windows condivisa attraverso il sistema Samba (SMB), o via iTunes attraverso il protocollo di trasmissione DAAP.
Utilizza la porta ethernet e l'eventuale accesso ad Internet; se Kodi rileva il collegamento a Internet, diventa possibile richiedere al database IMDb copertine e recensioni di film, al database CDDB i titoli delle tracce di CD audio, la riproduzione di video in streaming e l'ascolto di qualsiasi radio online.
Può gestire elenchi di tracce, ha funzioni di galleria d'immagini, previsioni del tempo, e dispone di numerosi effetti grafici coordinati ai file audio.
Supporta come plug-in gli script Python, in modo che gli utenti possano aggiungere funzionalità. Gli script più utilizzati sono: guide TV, previsioni del tempo, orari ferroviari, script per controllare software e hardware PVR (MediaPortal, MythRV, TiVo, Re eplay), browser di stazioni di radio online (ad esempio SHOUTcast), browser di internet TV, client di posta elettronica, programmi di condivisione di file P2P (BitTorrent, IRC) e altri.
Su tutte le piattaforme diverse dalla Xbox 360, Kodi opera quale applicazione, eventualmente lanciata all'avvio della macchina o successivamente. Se eseguito su una Xbox 360, Kodi richiede un modchip o un exploit software per funzionare, dato che non è un prodotto autorizzato da Microsoft. Kodi può essere utilizzato come un'applicazione o come cruscotto, in maniera che appaia quando l'Xbox 360 viene accesa.
Su Xbox 360, include anche un'alternativa al servizio di gioco online denominato Xbox Live, la XLink KAI, che permette di giocare online con i giochi Xbox abilitati. Questa funzionalità è stata però rimossa dalla revisione 14099 per problemi di compatibilità.

### Lineamenti

#### Meteo
La funzione Meteo fornisce previsioni del tempo per più giorni. La funzione non è abilitata per impostazione predefinita. La funzione è abilitata in SISTEMA > Meteo > Servizio informazioni meteorologiche. Sono disponibili diverse fonti di informazione. Le fonti forniscono previsioni per tutte le regioni del mondo come Yahoo! Weather.

## Galleria d'immagini
La funzione Immagini visualizza le immagini. Le immagini (foto, ecc.) si trovano in una o più cartelle sul computer. L'utente aggiunge una fonte di immagini per nuove immagini. Le estensioni (add-ons) visualizzano immagini su Internet (OneDrive, Flickr, Google Images, ecc.).

### Radio
La funzione Radio trasmette i canali radio in diretta. I canali radio passano attraverso la DTT, l'ADSL, la TV via cavo o Internet. La fonte dipende dall'estensione (add-on) scelta.
La funzione Radio non è abilitata per impostazione predefinita. È abilitato con estensioni TV come PVR Demo Client. Generalmente, le estensioni radio sono disponibili nelle estensioni Musica.

### TV
La funzione TV trasmette i canali TV in diretta. I canali TV passano attraverso la DTT, l'ADSL, la TV via cavo o Internet. La fonte dipende dall'estensione (add-on) scelta.
La funzione TV non è abilitata per impostazione predefinita. La funzione e le estensioni sono attivate in due fasi:
1. L'estensione è attivata in SISTEMA (SISTEMA > ADD-ON > I Miei Add-on > Client PVR > clicca sull'estensione poi clicca su Abilita, riavviare Kodi). Kodi consente più estensioni TV simultanee,
2. La funzione TV è abilitata in SISTEMA (SISTEMA > TV > Generale > spunta Abilitato). La funzione TV appare nel menu principale.

Le estensioni TV disponibili sono:
- PVR Demo Client (fonte: streaming su Internet)
- PVR HDHomeRun Client (fonte: antenna DTT o TV via cavo)
- PVR IPTV Simple Client (fonte: streaming su Internet)

Caratteristiche di alcune estensioni:
- PVR Demo Client: estensione per la dimostrazione della funzione TV. La trasmissione video è la stessa per tutti i canali selezionati (la fonte proviene dalla stessa pagina web)
- PVR HDHomeRun Client: estensione per il HDHomeRun Connect e il HDHomeRun Expand. Il dispositivo HDHomeRun Connect trasmette il segnale di un'antenna DTT su una rete Ethernet domestica e il HDHomeRun Expand trasmette il segnale di un cavo coassiale su una rete domestica. L'estensione visualizza il segnale da HDHomeRun Connect e HDHomeRun Expand in Kodi
- PVR IPTV Simple Client: estensione per riprodurre canali TV su Internet. L'estensione legge gli URL dei canali memorizzati in un file M3U. Il file M3U è un file di testo con il nome dei canali e l'URL di collegamento delle catene. Il file di testo viene salvato nel formato M3U (File > Salva come > nome del file M3U). Nel file M3U, l'URL della stringa è un'estensione .m3u8. Un esempio di contenuto di file M3U è:

```
#EXTM3U
#EXTINF:-1, Titolo canale 1
http://live.canale1.com/esempioperwikipedia/playlist.m3u8
#EXTINF:-1, Titolo canale 2
http://canale2live.esempioperwikipedia.com/master.m3u8?b=500,300,700,900,1200
#EXTINF:-1, Titolo canale 3
http://www.canale3.de/live/esempioperwikipedia/master.m3u8

```

Per leggere il file M3U, l'utente seleziona la posizione del file M3U (SISTEMA > ADD-ON > I Miei Add-on > PVR IPTV Simple Client > Configura > Path della playlist M3U.

### Video
La funzione Video riproduce video come film, cartoni animati, documentari, video personali, ecc. Kodi legge i video in molti modi:
- Video archiviati in una o più cartelle tramite l'opzione File: l'utente aggiunge una fonte video, cioè la cartella con i video. Quindi, l'utente accede ai video nella cartella. L'utente aggiunge tutte le fonti desiderate,
- Playlist, gruppi di video, dall'opzione Playlist: l'utente crea playlist di video già aggiunti con l'opzione File. Inizialmente, l'utente crea un elenco di video per tipo o per parole chiave (parole chiave nel titolo o nel sommario). L'utente crea tutte le playlist desiderate,
- Con metodi specifici tramite l'opzione Estensioni video: le estensioni sono applicazioni sviluppate da terze parti. Le app leggono i video in un modo specifico: video su Internet anche in streaming, video dal DTT, ecc.

### Musica
La funzione Musica riproduce i file audio: pezzi di musica... Kodi legge i file audio in molti modi:
- File audio memorizzati in una o più cartelle tramite l'opzione File: l'utente aggiunge una fonte musicale, ovvero la cartella con i file audio. Quindi, l'utente accede ai file audio nella cartella. L'utente aggiunge tutte le fonti desiderate,
- Playlist, gruppi di file audio, dall'opzione Playlist: l'utente crea playlist di file audio già aggiunti con l'opzione File. Inizialmente, l'utente crea un elenco di file audio per tipo o per parole chiave (parole chiave nel titolo o nel sommario). L'utente crea tutte le playlist desiderate,
- Con metodi specifici per opzione Add-on Musica: le estensioni sono applicazioni sviluppate da terze parti. Le app leggono i file audio in modo specifico: podcast su internet anche streaming, internet radio, ecc.

### Programmi
La funzione Programmi offre opzioni diverse dalle funzioni Meteo, Immagini, Radio, TV, Video e Musica. Queste opzioni sono:
- il download di opera d'arte e di fan-art relativo a serie TV, film, ecc.
- guide ai programmi TV
- gestione dei backup delle configurazioni personalizzate di Kodi
- visualizzazione di foto e video disponibili su Facebook, Dropbox, ecc.
- accesso a una casella di posta elettronica come Gmail, Yahoo, AOL, iCloud e altri
- la configurazione dei telecomandi da utilizzare con Kodi

Nessun addon Programmi è installato di default. L'utente li installa da solo.

### Sistema
La funzione Sistema fornisce le impostazioni generali e le impostazioni di Kodi per le varie funzionalità di Kodi. Alcuni parametri sono accessibili solo per determinati livelli di impostazione. Questi livelli sono Base, Standard, Avanzato e Esperto. Il livello di impostazione viene modificato in basso a sinistra in ciascuna finestra delle impostazioni generali. I parametri nascosti appaiono come i cambiamenti di livello.

### Lingue disponibili
Kodi è disponibile in più di 75 lingue di cui:
- afrikaans
- albanese
- tedesco
- amarico
- inglese
- inglese (Australia)
- inglese (Stati Uniti)
- inglese (Nuova Zelanda)
- arabo
- armeno
- azero
- basco
- bielorusso
- bosniaco
- bulgaro
- birmano
- catalano
- cinese (semplificato)
- cinese (tradizionale)
- singalesi
- coreano
- croato
- danese
- spagnolo
- spagnolo (Argentina)
- spagnolo (Messico)
- esperanto
- estone
- faroese
- finlandese
- francese
- francese (Canada)
- galiziano
- gallese
- greco
- ebraico
- hindi (Devanagari)
- ungherese
- indonesiano
- islandese
- italiano
- giapponese
- lettone
- lituano
- macedone
- malese
- malayalam
- maltese
- maori
- mongolo (Mongolia)
- norvegese
- osseto
- uzbeko
- persiano
- persiano (Iran)
- polacco
- portoghese
- portoghese (Brasile)
- rumeno
- russo
- serbo
- serbo (cirillico)
- slesiano
- slovacco
- sloveno
- svedese
- tajik
- tamil
- ceco
- telugu
- thai
- turco
- ucraino
- vietnamita

## Termini legali
Kodi è disponibile come download eseguibile per tutte le piattaforme citate, ad eccezione di Xbox 360.
Su Xbox 360, dato che è sotto licenza GNU General Public License (GPL), è stato scritto per essere utilizzato con l'XDK Microsoft, quindi non è legalmente disponibile come programma eseguibile. Gli utenti debbono perciò compilare il codice sorgente di Kodi utilizzando l'XDK, anziché ottenere illegalmente dei file eseguibili.
Il codice sorgente è disponibile su GitHub.
Kodi e le distribuzioni Linux multimediali che ne fanno uso come lettore predefinito, comprendono codec protetti in alcuni Paesi, quindi non possono essere scaricati ed utilizzati legalmente in tali Paesi (se non dopo aver pagato opportune royalties).